# Peer Nielsen
Peer Nielsen, né le 25 juin 1942 à Copenhague, est un céiste danois. En activité dans les années 1960, il pratique la course en ligne.

## Palmarès aux Jeux olympiques
- Jeux olympiques de 1964 à Tokyo :
  -  Médaille de bronze en C-2 1 000 m[1]